# Tetragoneura peruana
Tetragoneura peruana är en tvåvingeart som beskrevs av Kertesz 1909. Tetragoneura peruana ingår i släktet Tetragoneura och familjen svampmyggor.
Artens utbredningsområde är Peru. Inga underarter finns listade i Catalogue of Life.